# Trey Lance
Trey Lance (9 de mayo de 2000) es un quarterback de fútbol americano de los Dallas Cowboys de la Liga Nacional de Fútbol Americano (NFL). Jugó fútbol americano universitario en Universidad de North Dakota State, donde recibió los premios Walter Payton y Jerry Rice y ganó el 2020 NCAA Division I Football Championshipcomo estudiante de primer año. Su segunda temporada en 2020 se vio interrumpida debido a la pandemia de COVID-19, y solo apareció en un juego ese año antes de ser escogido en la tercera selección general por los 49ers en el Draft de la NFL de 2021 . Lance pasó su año de novato como suplente de Jimmy Garoppolo, apareciendo en seis juegos en total y sólo dos de ellos como titular. Fue nombrado quarterback titular para la temporada 2022, pero sufrió una lesión en el tobillo que puso fin a la temporada en la Semana 2.

## Primeros años y escuela secundaria
Lance nació el 9 de mayo de 2000 en Marshall, Minnesota . Fue entrenado principalmente por su padre, Carlton, ex cornerback de los Saskatchewan Roughriders de la Canadian Football League y los London Monarchs de la World League of American Football .
Lance jugó como running back en el fútbol juvenil y cambió a la posición de quarteraback en la escuela secundaria. Más tarde asistió a Marshall High School, donde fue considerado como el mejor prospecto de quarterback en Minnesota. Lance inicialmente quería jugar en la Universidad de Minnesota y asistió a un evento de reclutamiento en febrero de 2017. Sin embargo, ellos y otras escuelas Power Five consideraron que sería mejor prospecto como wide receiver o defensive back. Finalmente, se comprometió con la Universidad de North Dakota State en diciembre de 2017.

## Carrera universitaria
Lance fue camiseta roja durante la temporada 2018, pero jugó en dos juegos donde registró dos touchdowns por tierra. Fue nombrado titular en 2019 y llevó a los Bison al 2020 NCAA Division I Football Championship Game en el que fue nombrado MVP en la victoria 28-20. Lance terminó la temporada completando 192 de 287 pases para 2.786 yardas, 28 touchdowns y ninguna intercepción, un récord de la NCAA de más intentos de pase en una temporada sin una intercepción. También corrió 169 veces para 1.100 yardas y 14 touchdowns. Por su actuación esa temporada, Lance ganó el premio Walter Payton como el jugador ofensivo más destacado de la FCS y el premio Jerry Rice como el mejor estudiante de primer año de la FCS.
Lance iba a ser titular nuevamente en 2020, antes de que la temporada se pospusiera debido a la pandemia de COVID-19 . Su única aparición en un juego esa temporada fue en un solo partido contra Central Arkansas en octubre de 2020. Lance lanzó para dos touchdowns y corrió para otros dos, mientras lanzaba la única intercepción de su carrera universitaria. Los Bison iban a recuperar el resto de la temporada a principios de 2021, pero Lance anunció después del partido que optaría por no prepararse para el Draft de la NFL de 2021.
| Temporada | Partidos  | Partidos  | Partidos | Pase | Pase | Pase       | Pase   | Pase     | Pase | Pase | Pase  | Carrera | Carrera | Carrera  | Carrera |
| Temporada | GP        | GS        | Record   | Cmp  | Att  | Porcentaje | Yardas | Promedio | TD   | Int  | Rtg   | Att     | Yardas  | Promedio | TD      |
| --------- | --------- | --------- | -------- | ---- | ---- | ---------- | ------ | -------- | ---- | ---- | ----- | ------- | ------- | -------- | ------- |
| 2018      | 2         | 0         | 0−0      | 1    | 1    | 100.0      | 12     | 12.0     | 0    | 0    | 200.8 | 8       | 82      | 10.3     | 2       |
| 2019      | dieciséis | dieciséis | 16−0     | 192  | 287  | 66,9       | 2,786  | 9.7      | 28   | 0    | 180.6 | 169     | 1,100   | 6.5      | 14      |
| 2020      | 1         | 1         | 1−0      | 15   | 30   | 50.0       | 149    | 5.0      | 2    | 1    | 107.1 | 15      | 143     | 9.5      | 2       |
| Carrera   | 19        | 17        | 17−0     | 208  | 318  | 65.4       | 2,947  | 9.3      | 30   | 1    | 173.8 | 192     | 1,325   | 6.9      | 18      |

## Carrera profesional
Antes del Draft de la NFL de 2021, la mayoría de los analistas predijeron que el quarterback de Alabama, Mac Jones, o Lance serían elegidos en la tercera selección global por los San Francisco 49ers, quienes intercambiaron con los Miami Dolphins las selecciones de primera ronda en 2022 y 2023, y sus selecciones de tercera ronda en 2022. Los 49ers eligieron a Lance, convirtiéndolo en su primer quarterback de primera ronda desde Alex Smith en 2005 y el segundo jugador FCS reclutado más alto después de su compañero quarterback de North Dakota State, Carson Wentz. Considerado uno de los mejores prospectos de quarterback en el draft, Lance fue uno de los cinco elegidos en la primera ronda. Firmó su contrato de novato por cuatro años, por un valor de 34,1 millones de dólares, el 28 de julio de 2021.

### 2021
Lance comenzó la temporada 2021 como segundo quarterback detrás del titular titular Jimmy Garoppolo, pero hizo su debut en la NFL en la semana 1 contra los Detroit Lions. Fue utilizado en una jugada durante el primer cuarto, en la que contribuyó a la victoria final por 41-33 al lanzar un pase de touchdown de cinco yardas al receptor Trent Sherfield. En la semana 3 contra los Green Bay Packers, Lance salió al campo durante dos jugadas y anotó un touchdown por tierra en la primera. El juego terminó con una derrota por 30-28.
Durante la Semana 4 contra los Seattle Seahawks, Lance vio su primer tiempo de juego significativo cuando relevó a Garoppolo lesionado en la segunda mitad. Completó 9 de 18 pases para 157 yardas y dos touchdowns y corrió para 41 yardas en siete acarreos, y los 49ers finalmente perdieron 21-28. Debido a la lesión de Garoppolo, Lance fue nombrado titular para el partido de la semana siguiente contra los Arizona Cardinals . Lance completó 15 de 29 pases para 192 yardas, corrió para 89 yardas en 16 acarreos y lanzó su primera intercepción en el drive inicial de los 49ers al safety Budda Baker en la derrota por 10-17. Después del juego, se anunció que Lance sufrió un esguince en la rodilla. La lesión hizo que Lance no estuviera disponible para el enfrentamiento de la semana 7 contra los Indianapolis Colts, con Nate Sudfeld reemplazándolo como la segunda opción detrás de un Garoppolo que estaba de regreso. Posteriormente, regresó como respaldo de Garoppolo durante la victoria de la semana siguiente por 33-22 sobre los Chicago Bears . Lance no volvió a salir al campo hasta el drive final de los 49ers contra los Jacksonville Jaguars en la semana 11. Corrió siete yardas antes de tomar la formación de victoria para completar la victoria por 30-10.
Lance siguió siendo el quarterback de suplente durante las siguientes cinco semanas hasta que Garoppolo sufrió una lesión en el pulgar en la derrota por 20-17 ante los Tennessee Titans. Haciendo su segunda titularidad en la semana 17 contra los Houston Texans, Lance lanzó para 249 yardas, dos touchdowns y una intercepción. Posteriormente, los 49ers ganaron 23–7, lo que le valió a Lance la primera victoria de su carrera. El inicio de Lance marcó su última aparición en 2021 después de que Garoppolo regresara para el final de la temporada regular contra Los Angeles Rams . Ocupó un papel de respaldo durante los playoffs de los 49ers, que concluyeron con una derrota ante los Rams en el Partido por el Campeonato de la NFC. Después de la temporada, Lance reveló que pasó el año luchando contra una lesión en el dedo índice derecho que sufrió en un juego de pretemporada contra Las Vegas Raiders.

### 2022
Lance fue nombrado titular sobre Garoppolo para la temporada 2022, pero apareció en solo dos juegos antes de sufrir una lesión en el tobillo que puso fin a la temporada contra los Seattle Seahawks en la semana 2. Su único partido completo de la temporada fue el primer partido contra los Chicago Bears, completando 13 de 28 pases para 164 yardas y una intercepción en la derrota por 19-10.

### 2023
El 25 de agosto de 2023, Trey Lance, ex mariscal de campo de los San Francisco 49ers, fue traspasado a los Dallas Cowboys. Este movimiento marcó el fin de su tiempo en San Francisco y ofreció a Lance una nueva oportunidad en una franquicia histórica de la NFL. A pesar de la presencia de Dak Prescott como mariscal de campo titular en Dallas, Lance hizo marca en la liga con su talento y potencial.

## Estadísticas de carrera de la NFL
| Año                 | Equipo              | Partidos | Partidos | Partidos | Pase | Pase | Pase       | Pase   | Pase     | Pase | Pase | Pase | Carrera   | Carrera | Carrera  | Carrera | Sacos | Sacos | Fumbles | Fumbles  |
| Año                 | Equipo              | GP       | GS       | Record   | Cmp  | Att  | porcentaje | yardas | Promedio | TD   | Int  | Rtg  | att       | yardas  | Promedio | TD      | Sck   | SckY  | Fum     | Perdidos |
| ------------------- | ------------------- | -------- | -------- | -------- | ---- | ---- | ---------- | ------ | -------- | ---- | ---- | ---- | --------- | ------- | -------- | ------- | ----- | ----- | ------- | -------- |
| 2021                | SF                  | 6        | 2        | 1−1      | 41   | 71   | 57.7       | 603    | 8.5      | 5    | 2    | 97.3 | 38        | 168     | 4.4      | 1       | 4     | 15    | 0       | 0        |
| 2022                | SF                  | 2        | 2        | 1−1      | 15   | 31   | 48.4       | 194    | 6.3      | 0    | 1    | 55,0 | dieciséis | 67      | 4.2      | 0       | 2     | 9     | 1       | 0        |
| Carrera profesional | Carrera profesional | 8        | 4        | 2−2      | 56   | 102  | 54,9       | 797    | 7.8      | 5    | 3    | 84.5 | 54        | 235     | 4.4      | 1       | 6     | 24    | 1       | 0        |

## Vida personal
Lance es cristiano y fue líder de Fellowship of Christian Athletes en la escuela secundaria. Su hermano menor, Bryce, juega como wide receiver en el North Dakota State.